# NGC 4098/1
NGC 4098/1 је спирална галаксија у сазвежђу Береникина коса која се налази на NGC листи објеката дубоког неба.
Деклинација објекта је + 20° 36' 28" а ректасцензија 12h 6m 3,6s. Привидна величина (магнитуда) објекта NGC 4098 износи 13,6 а фотографска магнитуда 14,5. NGC 40981 је још познат и под ознакама NGC 4099-1, UGC 7091, MCG 4-29-23, CGCG 128-26, VV 61, PGC 38365.